# Melanie Bauschke
Melanie Bauschke (Berlino, 14 luglio 1988) è una lunghista tedesca.

## Palmarès
| Anno | Manifestazione    | Sede     | Evento         | Risultato | Prestazione | Note |
| ---- | ----------------- | -------- | -------------- | --------- | ----------- | ---- |
| 2006 | Mondiali juniores | Pechino  | Salto in lungo | 13ª (q)   | 6,05 m      |      |
| 2007 | Europei juniores  | Hengelo  | Salto in lungo | 7ª        | 6,20 m      |      |
| 2009 | Europei indoor    | Torino   | Salto in lungo | 11ª (q)   | 6,39 m      |      |
| 2009 | Europei under 23  | Kaunas   | Salto in lungo | Oro       | 6,83 m      |      |
| 2009 | Europei under 23  | Kaunas   | Salto in alto  | Argento   | 1,89 m      |      |
| 2009 | Mondiali          | Berlino  | Salto in lungo | 22ª (q)   | 6,32 m      |      |
| 2011 | Universiadi       | Shenzhen | Salto in lungo | Bronzo    | 6,51 m      |      |
| 2011 | Universiadi       | Shenzhen | Salto in alto  | 16ª (q)   | 1,75 m      |      |
| 2011 | Universiadi       | Shenzhen | 4×100 m        | Batteria  | 46"80       |      |
| 2012 | Europei           | Helsinki | Salto in lungo | 7ª        | 6,50 m      |      |
| 2013 | Europei indoor    | Göteborg | Salto in lungo | 13ª (q)   | 6,19 m      |      |
| 2014 | Europei           | Zurigo   | Salto in lungo | 6ª        | 6,55 m      |      |
| 2015 | Europei indoor    | Praga    | Salto in lungo | 6ª        | 6,59 m      |      |
| 2019 | Giochi europei    | Minsk    | Salto in lungo | 23ª       | 5,90 m      |      |